# قره‌پاچانلو (خداآفرین)

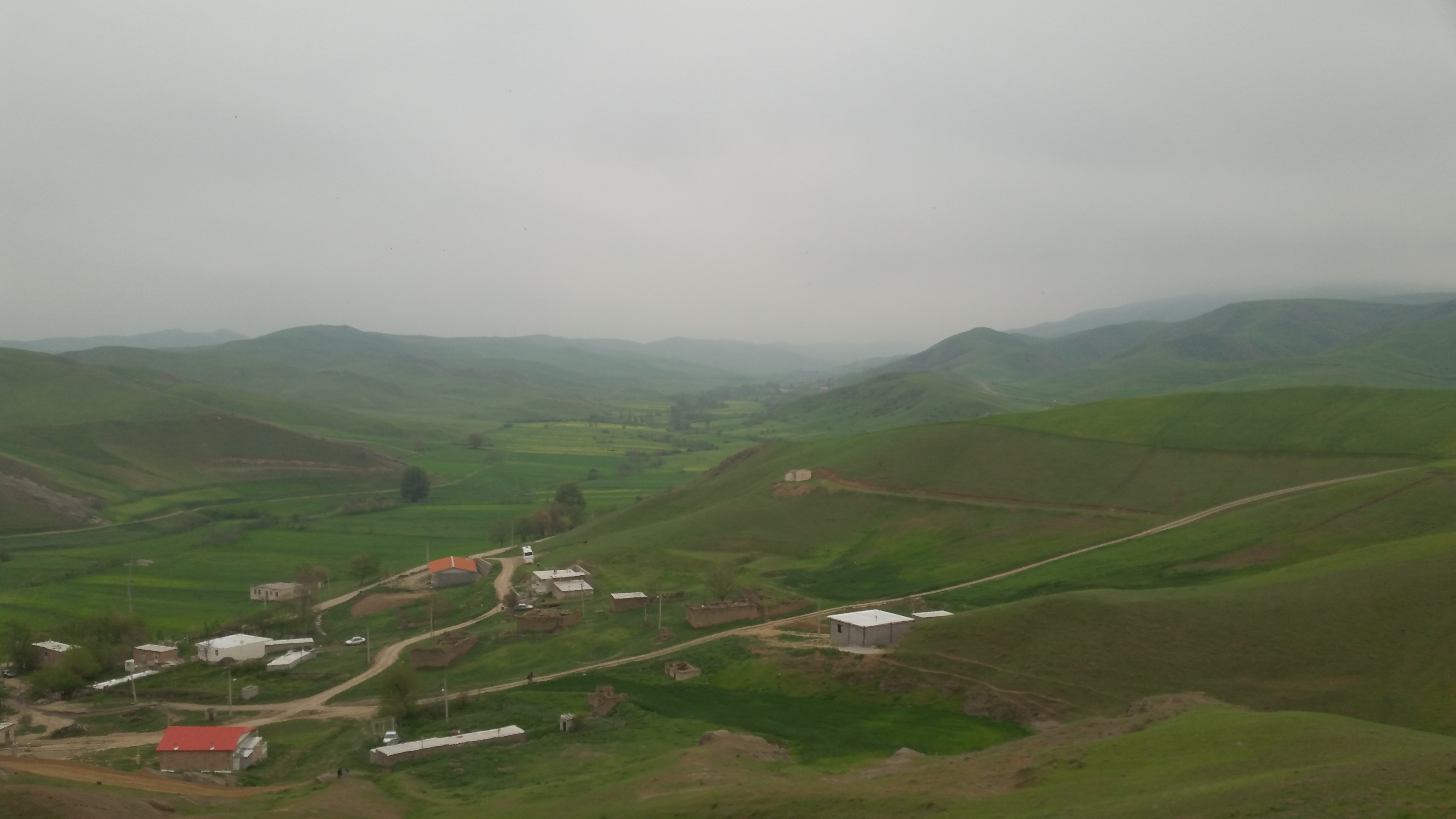

قره‌پاچانلو (Qarapaçanlu)یکی از روستاهای استان آذربایجان شرقی است که در دهستان بسطاملو بخش مرکزی شهرستان خداآفرین واقع شده‌است. این روستا همجوار روستای خانباغی می باشد که از توابع شهرستان کلیبر است. بنابراین روستای قره پاچانلو، سرحد شهرستان خدآفرین و کلیبر می باشد. روستای قرپاچانلو از جاده کلیبر- خمارلو 700 متر فاصله دارد و به دلیل حائل بودن به تپه، امکان دیده شدن روستا از جاده بین شهری وجود ندارد. این روستا در فاصله تقریبی 15 کیلومتری رود ارس قرار دارد و همچنین با روستاهای خانباغی، فتحعلی سلطانلو، محبعلی لو، شاهبداغلو و اجاق کندی همجوار است.
اقلیم

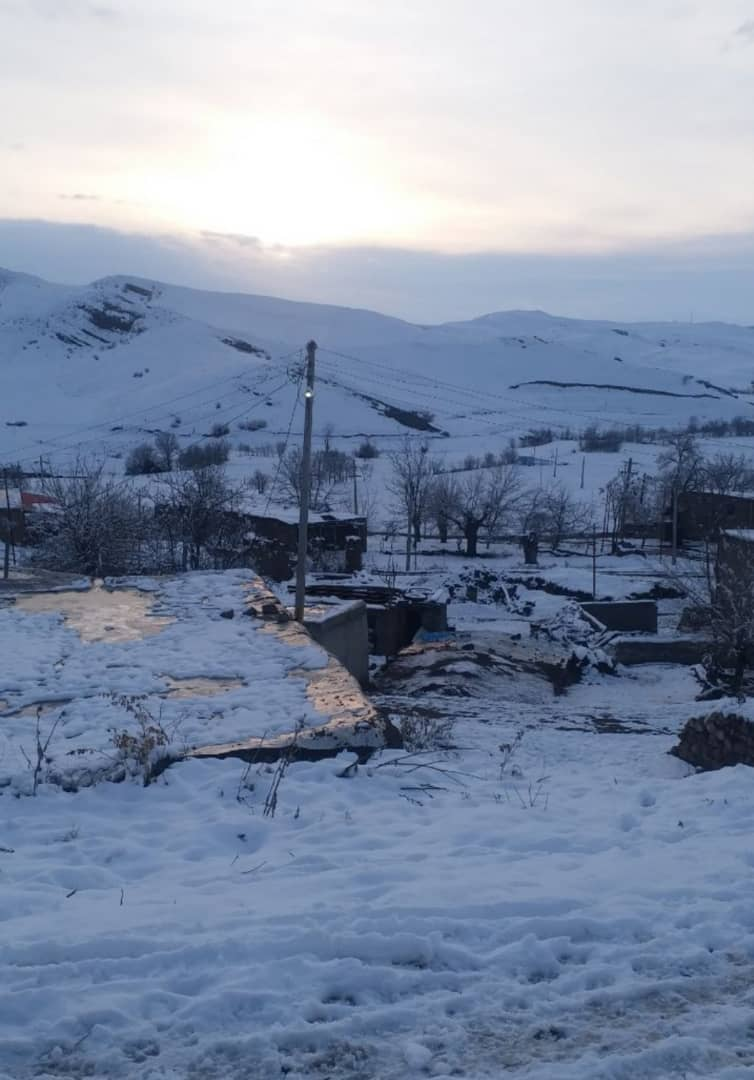
زمستان، روستای قره پاچانلو

آب و هوای روستای قره پاچانلو از نوع معتدل کوهستانی بوده و دارای زمستان‌های سرد همراه با بارندگی و تابستان‌های گرم است. پوشش گیاهی از نوع استپ کوهپایه‌ای است و بوته‌های کوتاه و درختان جنگلی پراکنده در منطقه دیده می‌شود. مهم‌ترین درختان و بوته های منطقه عبارتند از درختان قره تیکان، قره آغاج و گول آغاجی و... و گیاهان داروئی شامل آویشن، بابونه و پونه در کنار چشمه ها و کوها یافت می شود؛ مهم‌ترین محصولات کشاورزی گندم و جو است ولی درختان گردو، آلو، انجیر، خرمالو و توت هم در این روستا رشد می کنند.
جاذبه ها
در جوار روستا آثار باستانی رویت شده ولی تحقیق و کاوش زیادی در این خصوص صورت نگرفته است.
به گفته اهالی روستا، از جاذبه های طبیعی می توان به دلیک داش( سنگ سوراخ) و درختی به قدمت بیش از 200 سال اشاره کرد.
قلعه آوارسین، اوچ قارداش گونبز خانباغی( گنبد) از جاذیه های توریستی نزدیک روستا می باشد.

## جامعه شناسی روستا
اهالی این روستا در گذشته، غالباً عشایر بوده و در ییلاقات بلوچ و چمن قلعه لو سکونت می گزیده اند همچنین در گذشته در این روستا، فرش، جاجیم و کلیم بافی مرسوم بوده است.
روستای قره پاچانلو از روستاهایی می باشد که پدیده مهاجرت معکوس( از شهر به روستا) در آنجا به چشم می خورد به طوری که خانه سازی های جدید به مراتع نیز لطمه وارد کرده است.

## اهالی روستا
این روستا بیش از 30 خانوار دارد که غالباً شهرنشین( تهران و تبریز) هستند و معمولاً شغل آزاد ساخت و ساز مرتبط با ساخت ساختمان را به عنوان پیشه خود انتخاب کرده اند. شایان ذکر است این روستا آمار بالایی( به نسبت جمعیت) از افراد فارغ التحصیل از دانشگاه های معتبر ایران را در رشته های ذیل دارا می باشد.
1. رشته فیزیک (Professor)
2. رشته ریاضیات ( PhD)
3. رشته های مدیریت و حسابداری (PhD)
4. رشته های پزشکی
5. مهندس عمران
6. الهیات
7. مهندسی کشاورزی(PhD)
8. زبان انگلیسی
9. وکالت

دانشگاه تبریز با 4 و دانشگاه تهران با 3 فارغ التحصیل، دارای بیشترین میزان فرهیخته از این روستا می باشند و دانشگاه های دیگر مانند دانشگاه علامه طباطبایی، دانشگاه کاشان، دانشگاه شهید مدنی و دانشگاه مراغه و دانشگاه آزاد اهر و ... از دانشگاه هایی می باشند که از این روستا فارغ التحصیل داشته اند.

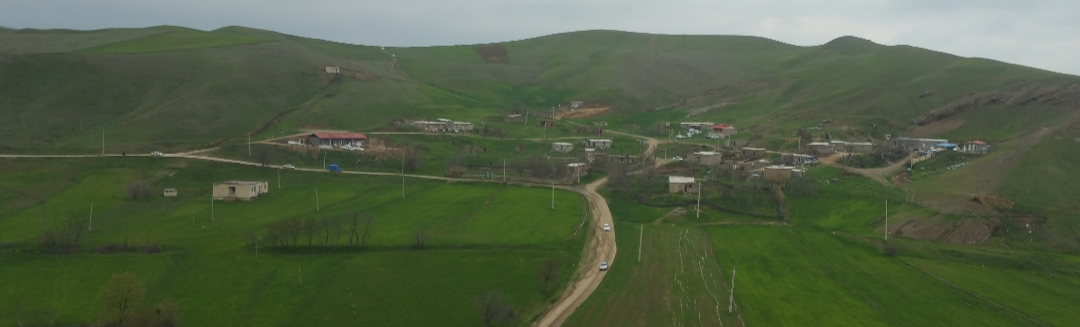
تصویر روستا از تپه های روبرو